# Mario Visconti
Mario Visconti (Iquique, 1907. október 14. – Genova, 1972) világbajnok olasz párbajtőrvívó.